# 王孝隣
王 孝隣（ワン・ヒョリン、朝鮮語: 왕효린、生没年不詳）は、百済の最高位の官職「佐平」を歴任した政治家。中国系の百済人。

## 概要
607年、隋に朝貢を捧げる使臣として、また煬帝に高句麗を征伐を要請する使臣として百済から隋に派遣され、高句麗征伐を懇願した。煬帝は朝貢を許可し、さらに、煬帝は高句麗征伐を計画していたため、両者の思惑が一致したことで使命を果たすことができ、成功裏に帰国した。
百済威徳王代の598年に隋に派遣され、文帝に高句麗を征伐を要請、隋が高句麗を攻撃した場合、百済が協力するという威徳王の意思を伝達した長史の王辯那は王孝隣の親族とみられる。

## 登場作品
- 『階伯』（2011年、MBC） - ワン・ヒョリン：キム・ジノ